# Волконский, Григорий Иванович
Григорий Иванович Волконский, князь  (1670 - 1715 или 1718) — сподвижник Петра I, происходивший из младшей ветви рода Волконских. Один из девяти первых сенаторов России. Генерал-майор. Осуждён за коррупцию.

## Биография
Сын стольника, князя Ивана Тимофеевича Волконского. Получил домашнее образование. В службе в чине стольника c 1688 года.
С началом Северной войны стольник полковой службы. Участник первого Нарвского похода (1700). Назначен ярославским обер-комендантом в чине подполковника с 1703 года. В 1706 году произведён полковником Драгунского полка своего имени, который сформировал из служилых людей украинских и низовых городов (в дальнейшем – полк Нащокина; с 1707 г. – Ярославский драгунский полк). Воевода в Козлове (1707). Принимал участие в подавлении Булавинского восстания. Вновь обер-комендант ранга полковника Ярославской провинции (Ярославль, Романов, Углич, Кашин, Торжок, Бежецк, Тверь, Вышний Волочек, Великий Новгород) с 7 (18) марта 1710 по 14 (25) марта 1712 года. Дан ему указ от 27 марта (7 апреля) 1710 года, о сборе с вышеназванных городов кормщиков, плотников, спущиков и работных людей для строительства флота, по 150 чел. на шмак.
При учреждении Правительствующего сената, благодаря дружбе с А. Д. Меншиковым, назначен одним из девяти первых сенаторов (22 февраля (5 марта) 1711). В том же - 1711 г., принял на себя подряд по поставке армейского провианта в г. Брянск.
Именным указом Петра I определён начальником Тульского оружейного завода (15 (26) февраля 1712). Присутствует 19 февраля (1 марта) 1712 года на официальной свадьбе Петра I и государыни Екатерины Алексеевны, в девичестве Марты Скавронской. Производится в чин генерал-майора, с оставлением в должности и сенатором. Указом 12 (23) марта 1712 ему поручено строить гидравлические машины завода. Завод начал работу в 1714 году.
На всём протяжении строительства завода находился под следствием. В апреле того же - 1712 года, обер-фискалы, чьи должности были учреждены одновременно с Сенатом, подали на него Петру I жалобу, а в 1713 году, в числе других ставленников Меншикова, на него был подан донос обер-фискала А. Нестерова, о противоправных действиях по управлению Тульским оружейным заводом и присвоении казённых денег. В ноябре 1714 года создана Следственная канцелярия (Канцелярия розыскных дел, Канцелярия ведения кн. В. Вл.Долгорукова) для расследования «подрядного дела» - аферы ряда высокопоставленных сподвижников Петра I (А. Д. Меншикова, котлинского вице-губернатора Я. Н. Римского-Корсакова, сенатора кн. Г. И.Волконского, а также сенатора В. А.Апухтина) с поставками провианта и фуража на нужды государства по заведомо повышенной подрядной цене. В марте 1715 года лишен должностей и чинов.
По одним сведениям, своей вины не признал. Вместе с другим сенатором - В. А. Апухтиным, генерал-квартирмейстером, управляющим Купецкой палатой и московскими монетными дворами, был подвергнут публичному наказанию: им жгли языки раскалённым железом за то, что подряжались под чужими именами для поставки провианта, продавали его по завышенной цене и тем причинили тягость народу и посрамление Правительствующему сенату. Присутствовавшие при экзекуции говорили, что царь был очень раздражён на Волконского и называл его "Иудой". В апреле 1715 года, после жестоких пыток — расстрелян, или, по другим сведениям (барона П. П. Шафирова), повешен.
По другим сведениям (своих родственников), дважды подвергнутый пытке на дыбе и приговорённый к смерти, в итоге был помилован Петром I за публичное признание вины, как и сенатор В. А. Апухтин. Подвергнутый в апреле 1715 года публичному телесному наказанию (битью кнутом и клеймению раскаленным железом), был сослан в деревню к родственникам, а его поместья и вотчины конфискованы в казну. Находился в ссылке и опале до конца жизни без восстановления в чинах и правах. Умер в Москве в 1718 году.
До опалы был крупным помещиком. Пётр I подарил (между 1700 и 1706) ему земли в Тульском, Елецком, Козельском и Боровском уездах Воронежской губернии, на территории нынешнего Задонского р-на Липецкой области.
Синодальный казённый приказ разрешил князю Григорию Ивановичу строительство приделов во Имя Пресвятой Богородицы и Николая Чудотворца к церкви Пресвятой Богородицы Грузинской в селе Якшино Московского уезда (1713). Приделы построены и освящены (1714).

## Семья
Дети:
- Андрей (1692—1739), капитан Кавалергардской роты.
- Михаил (ум. 1737), лейтенант флота.
- Иван (ум. после 1762).
- Фёдор (ум. 1743).
- Александр (ум. 1773), коллежский асессор, прадед инженер-генерала А. И. Дельвига.